# Nintendo eShop
Il Nintendo eShop è un negozio online lanciato nel giugno 2011 per la vendita di videogiochi e applicazioni; è presente su Nintendo 3DS, Wii U, Nintendo Switch e Nintendo Switch 2.
Il negozio è il diretto successore del Canale Wii Shop e del Nintendo DSi Shop, chiusi rispettivamente il 31 gennaio 2019 e il 31 marzo 2017, e fu lanciato per la prima volta su Nintendo 3DS, tramite un aggiornamento software che aggiungeva l'icona del negozio digitale alla home.

Su Wii U e Switch, invece, fu lanciato in concomitanza con l'uscita delle console rispettivamente a novembre del 2012 e a marzo del 2017.
Il Nintendo eShop è accessibile in Giappone, in numerosi paesi dell'Europa, negli Stati Uniti d'America, in Canada e in Messico; alcune funzionalità sono disponibili per il Sudafrica, la Russia e il Brasile.

## Caratteristiche generali
Il negozio è adibito principalmente all'acquisto di videogiochi, scaricabili tramite la connessione a Internet. Sono presenti, tuttavia, anche diverse applicazioni come piattaforme di streaming di contenuti multimediali gratis (YouTube, Crunchyroll) e a pagamento (Netflix, Amazon Prime Video, Hulu, Napster). Su Nintendo Switch, però, molte di queste applicazioni non erano presenti al momento del lancio della console e non lo sono ancora. Il presidente di Nintendo of America ha commentato al riguardo sostenendo che "Nintendo Switch è fatto per essere usato prima di tutto per giocare".

Il negozio offre anche la possibilità di scaricare gratuitamente varie demo di videogiochi e applicazioni, e dà agli utenti la possibilità di recensire i prodotti acquistati.

## Nintendo 3DS
Il primo gioco vero e proprio disponibile nel negozio per Nintendo 3DS è stato New Super Mario Bros. 2, uscito ad agosto 2012 contemporaneamente in versione digitale e fisica. Per più di un anno dalla sua apertura, infatti, il catalogo del negozio era apparso sostanzialmente scarno: erano presenti una serie di minigiochi, piccole applicazioni (come Pokédex 3D) e alcuni giochi di console del passato distribuiti tramite il servizio Virtual Console, ma era impossibile acquistare i videogiochi principali che nel frattempo uscivano nei negozi fisici.
Il 16 febbraio 2022 Nintendo ha annunciato la chiusura del Nintendo eShop per Nintendo 3DS, avvenuta ufficialmente in Giappone il 28 marzo 2023 dopo quasi 12 anni di attività.

## Wii U
Su Wii U il negozio è già integrato nel sistema operativo, ed è visitabile contemporaneamente sia sulla TV che sul Wii U GamePad. La schermata è caratterizzata da una colonna fissa a sinistra, che offre la possibilità di raggiungere velocemente l'home page, aggiungere denaro ai propri fondi, cercare tramite parole chiave un contenuto specifico, visualizzare il proprio profilo o tornare al menù della console. Il software è ottimizzato per il caratteristico gamepad di Wii U: la pagina può essere scorsa sia tramite leve e pulsanti sia col pennino utilizzando il touch screen. Dalla barra in alto è anche possibile raggiungere la sezione Notizie e la sezione Classifiche.
Il 16 febbraio 2022 Nintendo ha annunciato la chiusura del Nintendo eShop per Wii U, avvenuta ufficialmente in Giappone il 28 marzo 2023 dopo quasi 11 anni di attività.

## Nintendo Switch

Screenshot della sezione "Notizie" del Nintendo eShop su Switch.

Su Nintendo Switch, l'eShop ha le stesse funzionalità di base della controparte su Wii U, eccetto la possibilità di accedere alla Virtual Console. Le novità sostanziali si trovano nella sezione "Notizie", completamente rinnovata. Questa è visibile già dalla schermata di blocco della console, dalla quale è possibile accedervi cliccando sulle notizie in primo piano. Al suo interno sono state aggiunte nuove funzioni: è possibile iscriversi a vari canali di informazione, consultare articoli e riprodurre video e trailer di applicazioni e giochi.

## Nintendo Switch 2
Sulla Nintendo Switch 2, l'eShop mantiene le medesime funzionalità presenti sulla console precedente, la Nintendo Switch. La principale novità consiste nella possibilità di acquistare una vasta selezione di titoli compatibili provenienti dalla console di generazione precedente,  altre novità sono che non lagga e che mantiene lo sfondo selezionato dall'utente.